# Castello di Klenová
Il castello di Klenová (in ceco Zámek Klenová) si trova nell'omonimo comune del Distretto di Klatovy nella Regione di Plzeň, Repubblica Ceca. Il complesso gotico del castello, ormai quasi ridotto in rovine, è stato edificato nel XIII secolo ed è stato dichiarato monumento culturale nazionale perché è uno dei monumenti più importanti della regione.

## Storia

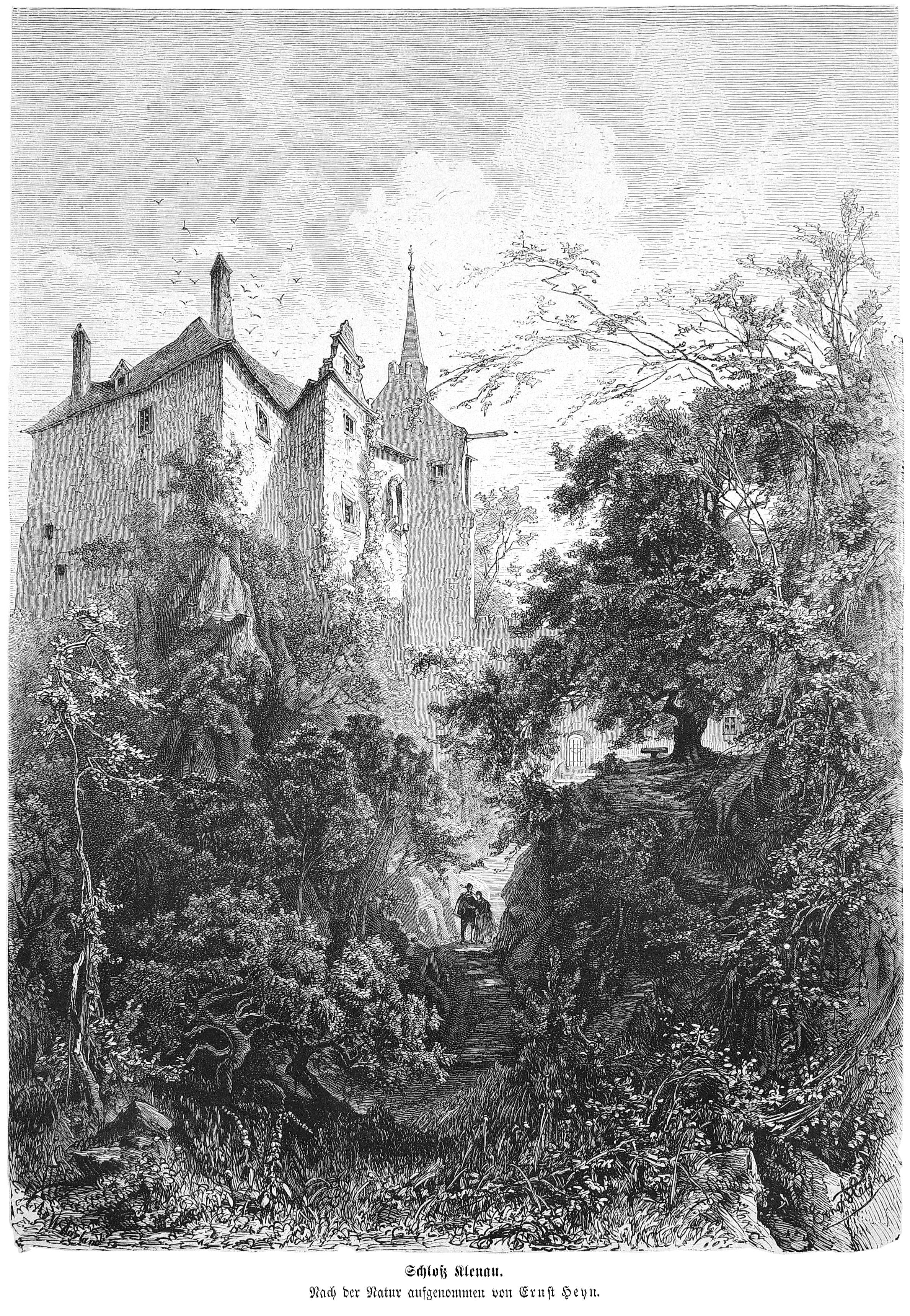
Immagine del castello in una stampa del 1871

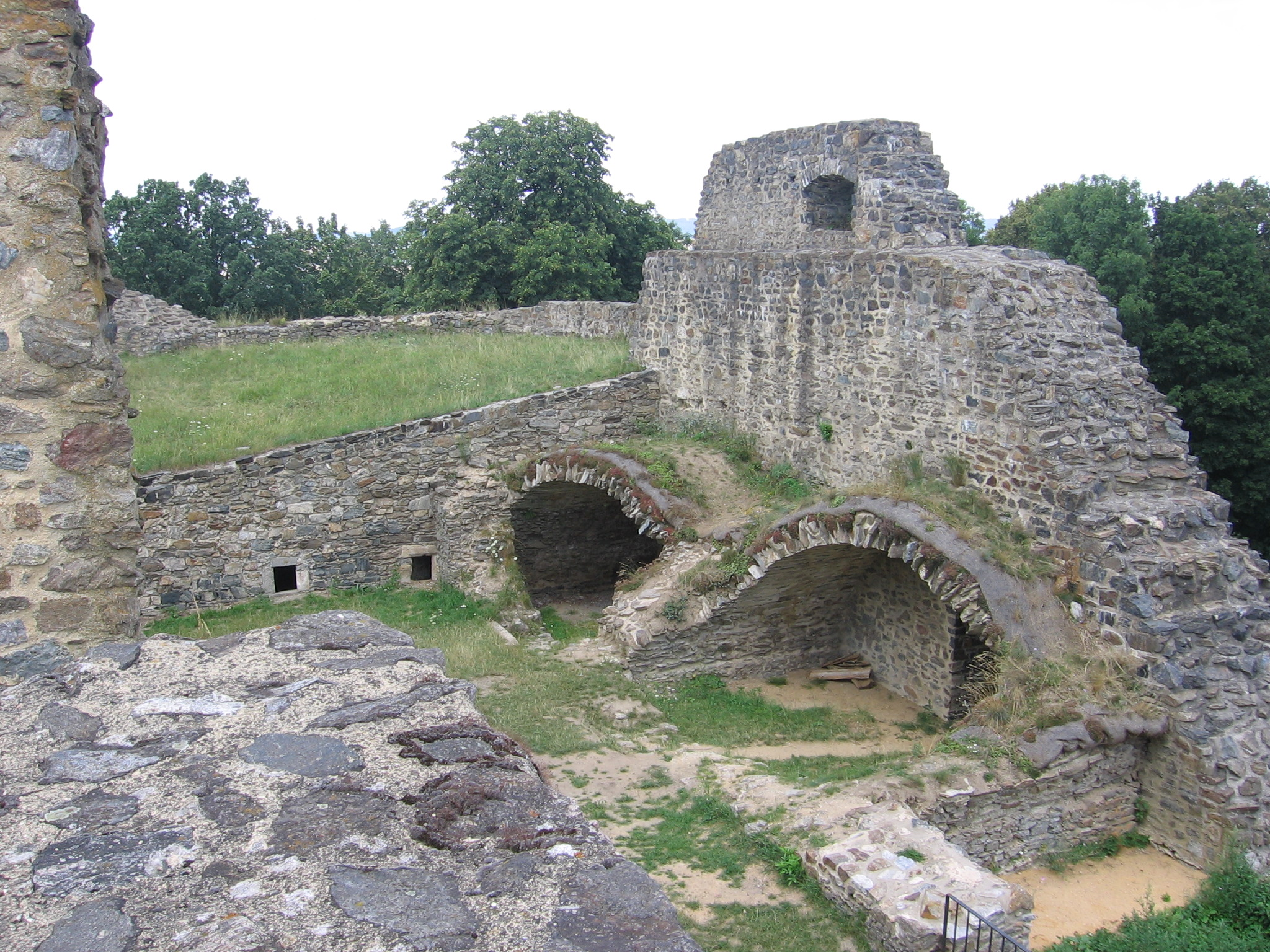
Parte interne delle antiche fortificazioni

La prima menzione scritta dei proprietari della fortificazione di Klenová risale al 1291. Sotto Přibík di Klenová, a cavallo tra il XIV e il XV secolo fu restaurato nelle forme di palazzo residenziale con tre ali, una grande sala e una cappella gentilizia nell'ala meridionale. Nel XV secolo fu oggetto di modifiche tardogotiche e le fortificazioni furono ampliate, rinforzate con bastioni. Durante il regno dei Harants di Polžice e Bezdružice il castello fu ricostruito in stile rinascimentale. A partire dal XVII secolo il castello cadde gradualmente in rovina. Nella prima metà del XIX secolo il conte Eduard Stadion di Tannhausen restaurò parzialmente la struttura e fece ricostruire le dipendenze strettamente adiacenti al castello. Del castello originale rimangono così solo le rovine e gli edifici in uso sono una nuova costruzione separata da quella storica ed ospita una pinacoteca.

## Descrizione

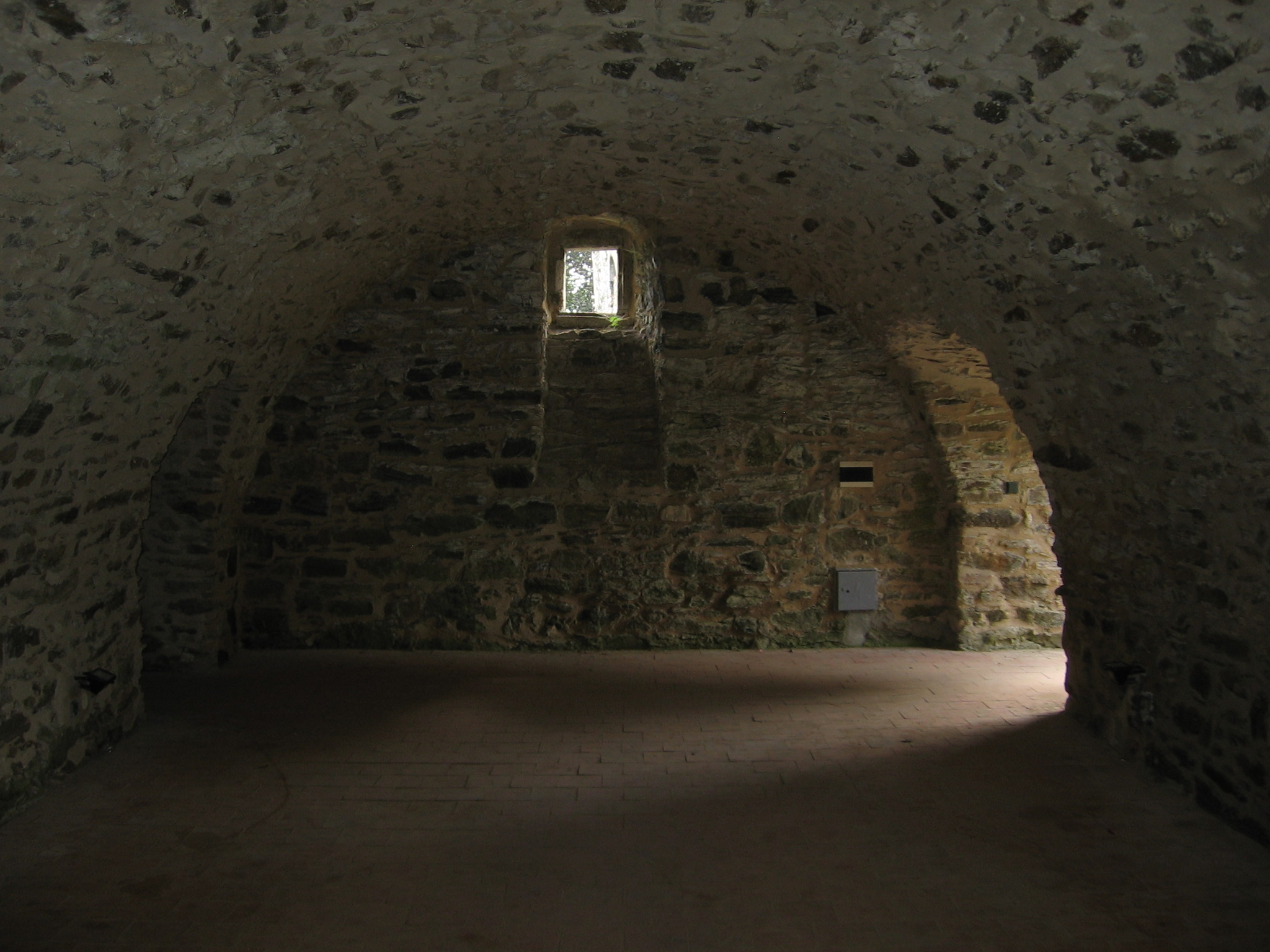
Interno con volta del castello

Il castello si trova in posizione elevata accanto a Klenová comune della Regione di Plzeň, Repubblica Ceca.  Il castello, quasi completamente ridotto in rovine, occupa una grande estensione di terreno e conserva parte delle mura delle fortificazioni. A breve distanza si estende l'area del parco forestale e ci sono anche le nuove strutture edificate nel XIX secolo. Sul lato destro della seconda porta del castello si trova la statua che raffigura San Venceslao mentre sul lato nord est dell'area, presso la strada di accesso, si trova la statua raffigurante Giovanni Nepomuceno. L'insieme è costituito da un castello interno, un castello e un piazzale con fortificazioni esterne. La parte superiore del castello interno è la meglio conservata di tutte.

### Monumento culturale della Repubblica Ceca
La tutela dei monumenti della Repubblica Ceca considera il complesso del castello di Klenová ormai in rovina un monumento culturale tutelato col numero di catalogo 1000133121.